# Galerieholländer Caroline

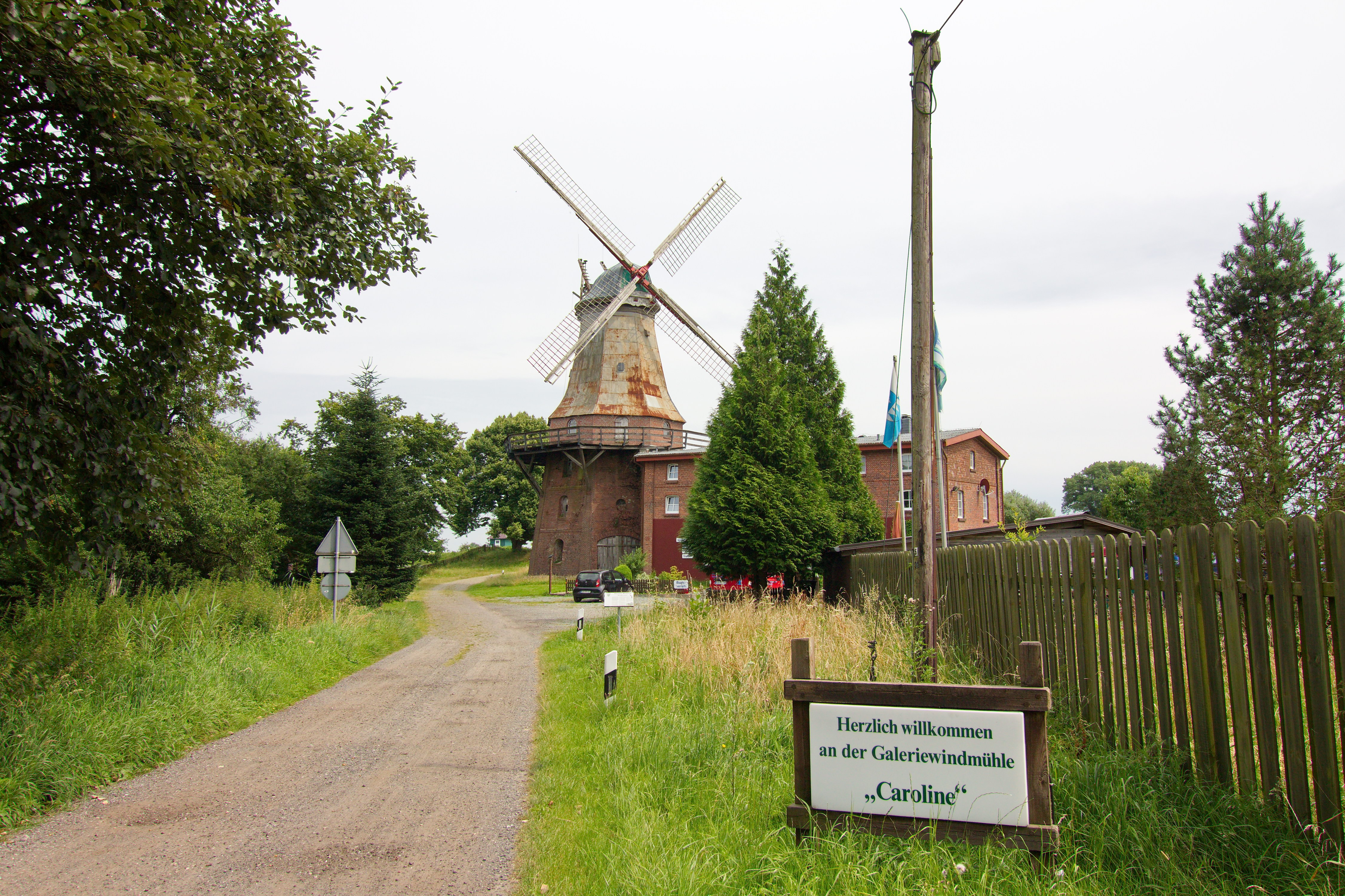

Die Galerieholländer-Windmühle Caroline an der Oste in der niedersächsischen Gemeinde Hechthausen, Mühlenstraße 22, Samtgemeinde Hemmoor, im Landkreis Cuxhaven, stammt aus der Mitte des 19. Jahrhunderts.
Aktuell (2024) wird sie als Wohnhaus und Lager genutzt.
Die Gebäude stehen unter Denkmalschutz (siehe auch Liste der Baudenkmale in Hechthausen).

## Geschichte und Beschreibung

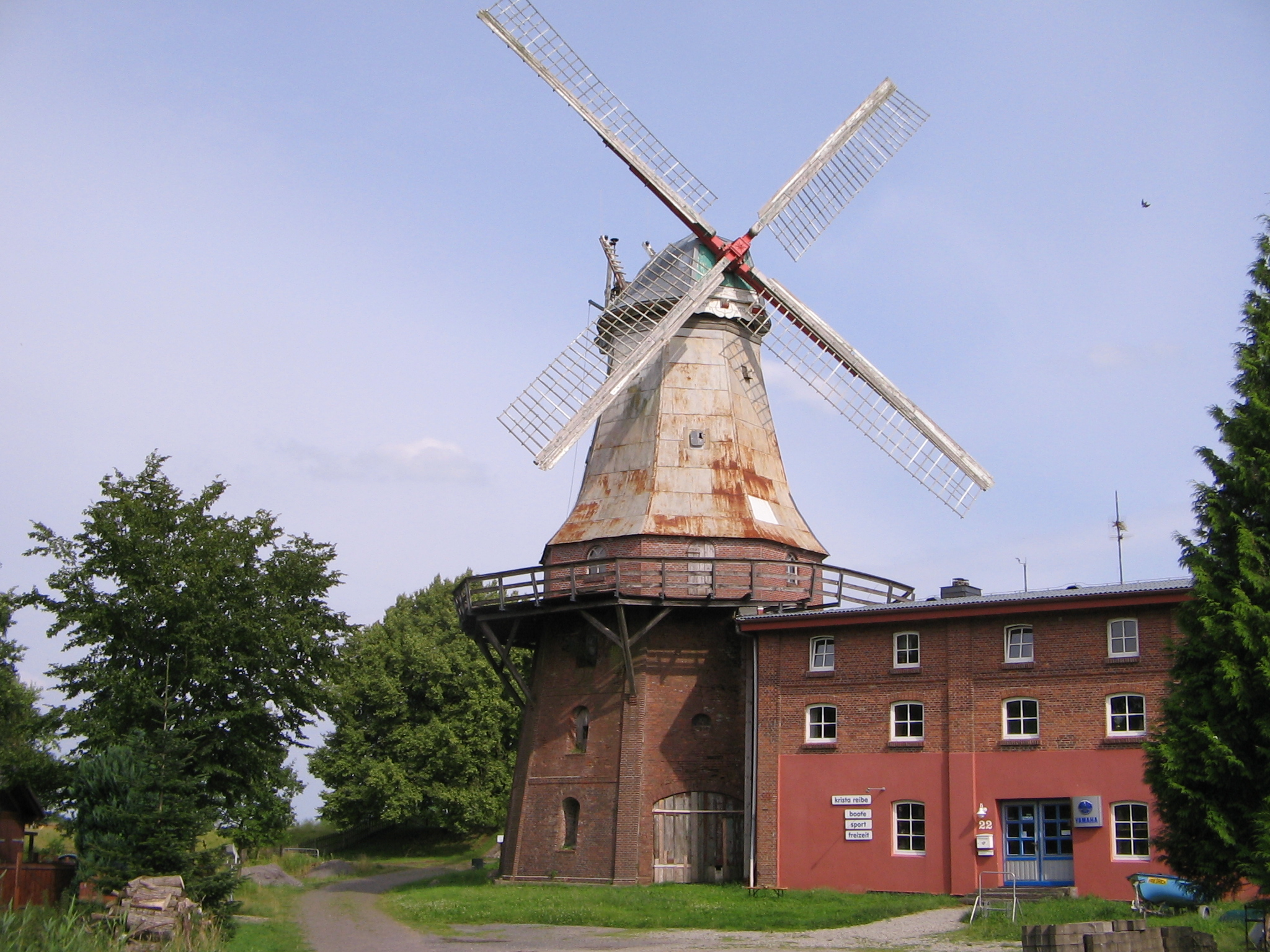
Windmühle und Lagerhaus

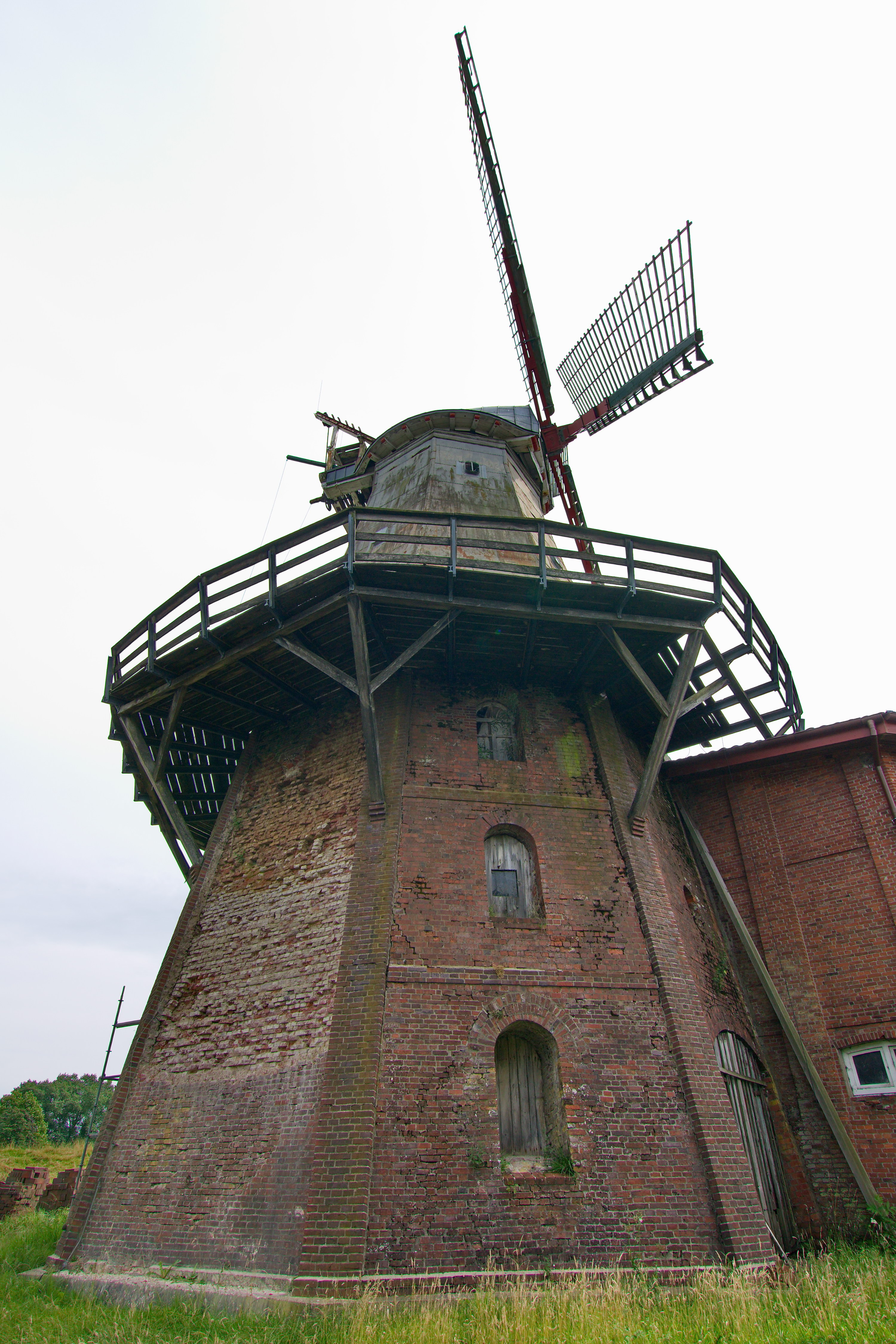
Unter- und Oberbau als Mühlenturm

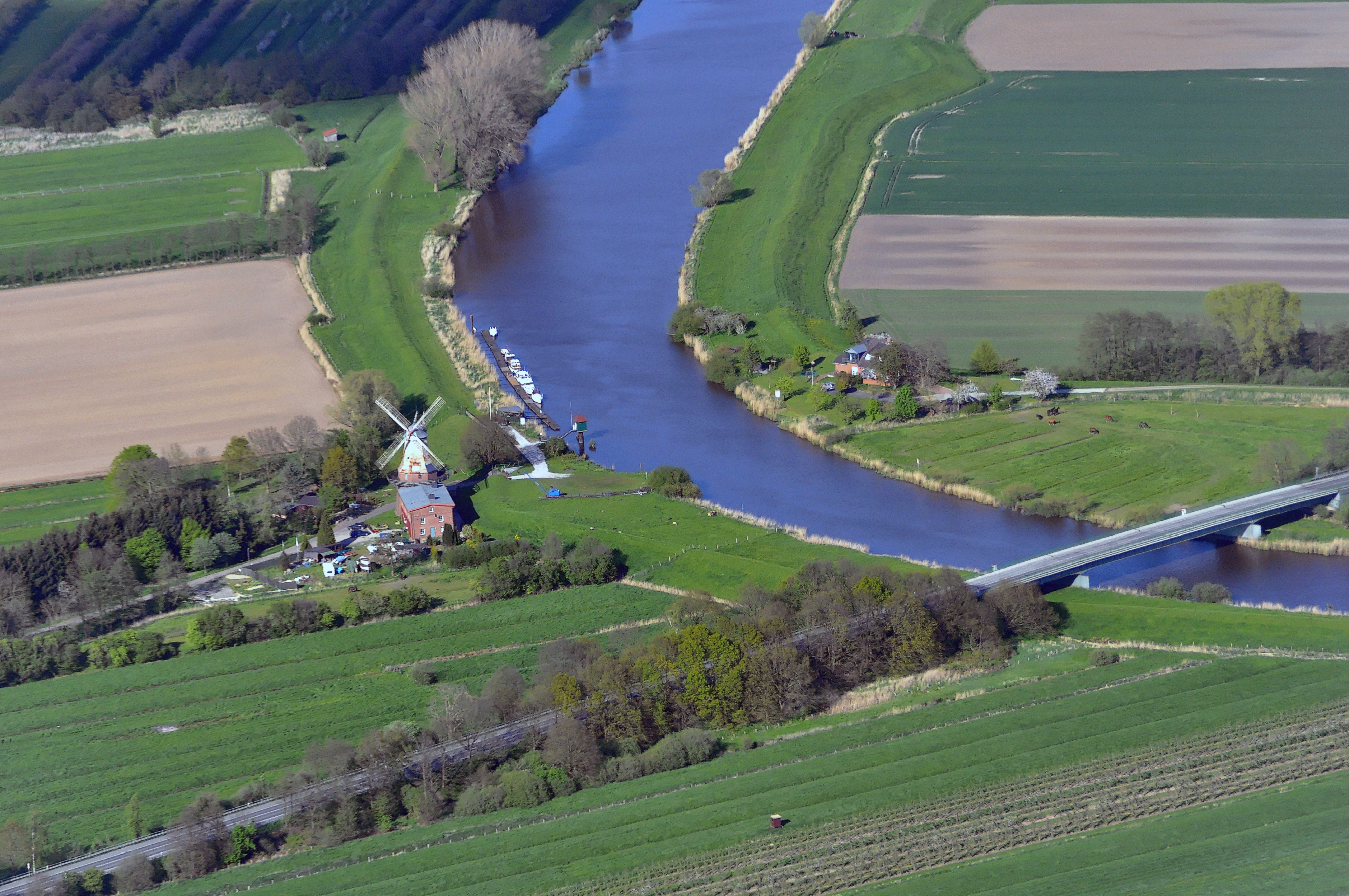
Oste und Windmühle

Hechthausen wurde 1233 als Hekethusen zum ersten Mal erwähnt. Adelsfamilien wie de Hekethusen, dann von Brobergen und ab ca. 1400 Marschalck von Bachtenbrock besaßen hier ihre Rittergüter.
Um 1660 wurde an der Oste eine 1663 erwähnte Bockwindmühle für die Herren von Marschalck errichtet. Im 19. Jh. wurde sie baufällig und 1840 abgerissen. Die Müller sind ab 1690 bis über die Mitte des 20. Jahrhunderts namentlich nachgewiesen.
Die Galerieholländer-Windmühle auf einem dreigeschossigen, polygonalen, teils stark geschädigten Backsteinunterbau mit rundbogigen Öffnungen wurde von 1845 bis 1848 an der Stelle der Bockwindmühle gebaut. Sie beherrscht das Landschaftsbild an der Oste.
Die Galerie verläuft zwischen dem zweiten und dritten Geschoss. Der Mühlenturm ist mit Blechplatten verkleidet. Galerie, Flügel und Windrose wurden bei Grundsanierungen 1980 und 1993 erneuert. Der Mühlenkopf, die drehbare Haube oder Kappe, wurde nach 2000 mit Zinkblech verkleidet. Die Windrose ist in den 2000er Jahren heruntergefallen und wurde dabei stark beschädigt.
Bis in die Mitte der 1960er Jahre, zuletzt mit einem Elektromotor, wurde die Mühle betrieben. Die hölzerne Mahltechnik für vier Mahlgänge ist teilweise noch vorhanden, aber nicht mehr funktionstüchtig. Die im Privateigentum befindliche Mühle wird von einem Mühlenverein betreut und soll saniert werden.
Das zweigeschossige, zum Deich traufständige Lagergebäude auf dem Mühlenareal, in Backstein mit Drempelgeschoss und Satteldach mit Wellblechdeckung, stammt aus dem letzten Drittel des 19. Jahrhunderts. Die Fassaden wurden durch segmentbogige Öffnungen und Lisenen gestaltet. Es beherbergt heute (2024) einige Wohnungen und dient als Lager u. a. für Boote.
Das Landesdenkmalamt befand u. a.: „… Sie gilt als Wahrzeichen der Gemeinde. Die Windmühle hat eine geschichtliche Bedeutung für die Ortsgeschichte …“